# Châtillon-la-Palud
Châtillon-la-Palud è un comune francese di 1 613 abitanti situato nel dipartimento dell'Ain della regione dell'Alvernia-Rodano-Alpi.

## Società

### Evoluzione demografica
Abitanti censiti